# École bohémienne
L'école bohémienne de problèmes d'échecs (1870-1930) regroupe un ensemble de problémistes qui ont privilégié les idéaux exposés pour leurs compositions par Josef Pospisil en 1887. En particulier, l'école bohémienne privilégie l'harmonie et l'élégance au détriment parfois d'autres critères d'appréciation.   

## Compositeurs « bohémiens »
- Anton Konig (1836-1911), fondateur de l'école
- Karel Traxler (1866-1936)
- Jan Dobrusky (1853-1907)
- Jiril Chocholous (1856-1930)
- Joseph Pospilil (1861-1916)
- Jan Kotrc (1862-1942)
- Miroslav Havel (1881-1938), considéré comme le chef incontesté de l'école bohémienne[4]
- Josef Moravec (1882-1969)

## Exemples de problèmes d'échecs
Voici un problème miniature de Josef Moravec :
|   | a | b | c | d | e | f | g | h |   |
| 8 | Cavalier blanc sur case noire d8 · Dame blanche sur case noire a7 · Pion noir sur case blanche a6 · Cavalier blanc sur case noire f6 · Roi noir sur case blanche c4 · Roi blanc sur case noire a3 · Pion noir sur case blanche d3 | Cavalier blanc sur case noire d8 · Dame blanche sur case noire a7 · Pion noir sur case blanche a6 · Cavalier blanc sur case noire f6 · Roi noir sur case blanche c4 · Roi blanc sur case noire a3 · Pion noir sur case blanche d3 | Cavalier blanc sur case noire d8 · Dame blanche sur case noire a7 · Pion noir sur case blanche a6 · Cavalier blanc sur case noire f6 · Roi noir sur case blanche c4 · Roi blanc sur case noire a3 · Pion noir sur case blanche d3 | Cavalier blanc sur case noire d8 · Dame blanche sur case noire a7 · Pion noir sur case blanche a6 · Cavalier blanc sur case noire f6 · Roi noir sur case blanche c4 · Roi blanc sur case noire a3 · Pion noir sur case blanche d3 | Cavalier blanc sur case noire d8 · Dame blanche sur case noire a7 · Pion noir sur case blanche a6 · Cavalier blanc sur case noire f6 · Roi noir sur case blanche c4 · Roi blanc sur case noire a3 · Pion noir sur case blanche d3 | Cavalier blanc sur case noire d8 · Dame blanche sur case noire a7 · Pion noir sur case blanche a6 · Cavalier blanc sur case noire f6 · Roi noir sur case blanche c4 · Roi blanc sur case noire a3 · Pion noir sur case blanche d3 | Cavalier blanc sur case noire d8 · Dame blanche sur case noire a7 · Pion noir sur case blanche a6 · Cavalier blanc sur case noire f6 · Roi noir sur case blanche c4 · Roi blanc sur case noire a3 · Pion noir sur case blanche d3 | Cavalier blanc sur case noire d8 · Dame blanche sur case noire a7 · Pion noir sur case blanche a6 · Cavalier blanc sur case noire f6 · Roi noir sur case blanche c4 · Roi blanc sur case noire a3 · Pion noir sur case blanche d3 | 8 |
| 7 | Cavalier blanc sur case noire d8 · Dame blanche sur case noire a7 · Pion noir sur case blanche a6 · Cavalier blanc sur case noire f6 · Roi noir sur case blanche c4 · Roi blanc sur case noire a3 · Pion noir sur case blanche d3 | Cavalier blanc sur case noire d8 · Dame blanche sur case noire a7 · Pion noir sur case blanche a6 · Cavalier blanc sur case noire f6 · Roi noir sur case blanche c4 · Roi blanc sur case noire a3 · Pion noir sur case blanche d3 | Cavalier blanc sur case noire d8 · Dame blanche sur case noire a7 · Pion noir sur case blanche a6 · Cavalier blanc sur case noire f6 · Roi noir sur case blanche c4 · Roi blanc sur case noire a3 · Pion noir sur case blanche d3 | Cavalier blanc sur case noire d8 · Dame blanche sur case noire a7 · Pion noir sur case blanche a6 · Cavalier blanc sur case noire f6 · Roi noir sur case blanche c4 · Roi blanc sur case noire a3 · Pion noir sur case blanche d3 | Cavalier blanc sur case noire d8 · Dame blanche sur case noire a7 · Pion noir sur case blanche a6 · Cavalier blanc sur case noire f6 · Roi noir sur case blanche c4 · Roi blanc sur case noire a3 · Pion noir sur case blanche d3 | Cavalier blanc sur case noire d8 · Dame blanche sur case noire a7 · Pion noir sur case blanche a6 · Cavalier blanc sur case noire f6 · Roi noir sur case blanche c4 · Roi blanc sur case noire a3 · Pion noir sur case blanche d3 | Cavalier blanc sur case noire d8 · Dame blanche sur case noire a7 · Pion noir sur case blanche a6 · Cavalier blanc sur case noire f6 · Roi noir sur case blanche c4 · Roi blanc sur case noire a3 · Pion noir sur case blanche d3 | Cavalier blanc sur case noire d8 · Dame blanche sur case noire a7 · Pion noir sur case blanche a6 · Cavalier blanc sur case noire f6 · Roi noir sur case blanche c4 · Roi blanc sur case noire a3 · Pion noir sur case blanche d3 | 7 |
| 6 | Cavalier blanc sur case noire d8 · Dame blanche sur case noire a7 · Pion noir sur case blanche a6 · Cavalier blanc sur case noire f6 · Roi noir sur case blanche c4 · Roi blanc sur case noire a3 · Pion noir sur case blanche d3 | Cavalier blanc sur case noire d8 · Dame blanche sur case noire a7 · Pion noir sur case blanche a6 · Cavalier blanc sur case noire f6 · Roi noir sur case blanche c4 · Roi blanc sur case noire a3 · Pion noir sur case blanche d3 | Cavalier blanc sur case noire d8 · Dame blanche sur case noire a7 · Pion noir sur case blanche a6 · Cavalier blanc sur case noire f6 · Roi noir sur case blanche c4 · Roi blanc sur case noire a3 · Pion noir sur case blanche d3 | Cavalier blanc sur case noire d8 · Dame blanche sur case noire a7 · Pion noir sur case blanche a6 · Cavalier blanc sur case noire f6 · Roi noir sur case blanche c4 · Roi blanc sur case noire a3 · Pion noir sur case blanche d3 | Cavalier blanc sur case noire d8 · Dame blanche sur case noire a7 · Pion noir sur case blanche a6 · Cavalier blanc sur case noire f6 · Roi noir sur case blanche c4 · Roi blanc sur case noire a3 · Pion noir sur case blanche d3 | Cavalier blanc sur case noire d8 · Dame blanche sur case noire a7 · Pion noir sur case blanche a6 · Cavalier blanc sur case noire f6 · Roi noir sur case blanche c4 · Roi blanc sur case noire a3 · Pion noir sur case blanche d3 | Cavalier blanc sur case noire d8 · Dame blanche sur case noire a7 · Pion noir sur case blanche a6 · Cavalier blanc sur case noire f6 · Roi noir sur case blanche c4 · Roi blanc sur case noire a3 · Pion noir sur case blanche d3 | Cavalier blanc sur case noire d8 · Dame blanche sur case noire a7 · Pion noir sur case blanche a6 · Cavalier blanc sur case noire f6 · Roi noir sur case blanche c4 · Roi blanc sur case noire a3 · Pion noir sur case blanche d3 | 6 |
| 5 | Cavalier blanc sur case noire d8 · Dame blanche sur case noire a7 · Pion noir sur case blanche a6 · Cavalier blanc sur case noire f6 · Roi noir sur case blanche c4 · Roi blanc sur case noire a3 · Pion noir sur case blanche d3 | Cavalier blanc sur case noire d8 · Dame blanche sur case noire a7 · Pion noir sur case blanche a6 · Cavalier blanc sur case noire f6 · Roi noir sur case blanche c4 · Roi blanc sur case noire a3 · Pion noir sur case blanche d3 | Cavalier blanc sur case noire d8 · Dame blanche sur case noire a7 · Pion noir sur case blanche a6 · Cavalier blanc sur case noire f6 · Roi noir sur case blanche c4 · Roi blanc sur case noire a3 · Pion noir sur case blanche d3 | Cavalier blanc sur case noire d8 · Dame blanche sur case noire a7 · Pion noir sur case blanche a6 · Cavalier blanc sur case noire f6 · Roi noir sur case blanche c4 · Roi blanc sur case noire a3 · Pion noir sur case blanche d3 | Cavalier blanc sur case noire d8 · Dame blanche sur case noire a7 · Pion noir sur case blanche a6 · Cavalier blanc sur case noire f6 · Roi noir sur case blanche c4 · Roi blanc sur case noire a3 · Pion noir sur case blanche d3 | Cavalier blanc sur case noire d8 · Dame blanche sur case noire a7 · Pion noir sur case blanche a6 · Cavalier blanc sur case noire f6 · Roi noir sur case blanche c4 · Roi blanc sur case noire a3 · Pion noir sur case blanche d3 | Cavalier blanc sur case noire d8 · Dame blanche sur case noire a7 · Pion noir sur case blanche a6 · Cavalier blanc sur case noire f6 · Roi noir sur case blanche c4 · Roi blanc sur case noire a3 · Pion noir sur case blanche d3 | Cavalier blanc sur case noire d8 · Dame blanche sur case noire a7 · Pion noir sur case blanche a6 · Cavalier blanc sur case noire f6 · Roi noir sur case blanche c4 · Roi blanc sur case noire a3 · Pion noir sur case blanche d3 | 5 |
| 4 | Cavalier blanc sur case noire d8 · Dame blanche sur case noire a7 · Pion noir sur case blanche a6 · Cavalier blanc sur case noire f6 · Roi noir sur case blanche c4 · Roi blanc sur case noire a3 · Pion noir sur case blanche d3 | Cavalier blanc sur case noire d8 · Dame blanche sur case noire a7 · Pion noir sur case blanche a6 · Cavalier blanc sur case noire f6 · Roi noir sur case blanche c4 · Roi blanc sur case noire a3 · Pion noir sur case blanche d3 | Cavalier blanc sur case noire d8 · Dame blanche sur case noire a7 · Pion noir sur case blanche a6 · Cavalier blanc sur case noire f6 · Roi noir sur case blanche c4 · Roi blanc sur case noire a3 · Pion noir sur case blanche d3 | Cavalier blanc sur case noire d8 · Dame blanche sur case noire a7 · Pion noir sur case blanche a6 · Cavalier blanc sur case noire f6 · Roi noir sur case blanche c4 · Roi blanc sur case noire a3 · Pion noir sur case blanche d3 | Cavalier blanc sur case noire d8 · Dame blanche sur case noire a7 · Pion noir sur case blanche a6 · Cavalier blanc sur case noire f6 · Roi noir sur case blanche c4 · Roi blanc sur case noire a3 · Pion noir sur case blanche d3 | Cavalier blanc sur case noire d8 · Dame blanche sur case noire a7 · Pion noir sur case blanche a6 · Cavalier blanc sur case noire f6 · Roi noir sur case blanche c4 · Roi blanc sur case noire a3 · Pion noir sur case blanche d3 | Cavalier blanc sur case noire d8 · Dame blanche sur case noire a7 · Pion noir sur case blanche a6 · Cavalier blanc sur case noire f6 · Roi noir sur case blanche c4 · Roi blanc sur case noire a3 · Pion noir sur case blanche d3 | Cavalier blanc sur case noire d8 · Dame blanche sur case noire a7 · Pion noir sur case blanche a6 · Cavalier blanc sur case noire f6 · Roi noir sur case blanche c4 · Roi blanc sur case noire a3 · Pion noir sur case blanche d3 | 4 |
| 3 | Cavalier blanc sur case noire d8 · Dame blanche sur case noire a7 · Pion noir sur case blanche a6 · Cavalier blanc sur case noire f6 · Roi noir sur case blanche c4 · Roi blanc sur case noire a3 · Pion noir sur case blanche d3 | Cavalier blanc sur case noire d8 · Dame blanche sur case noire a7 · Pion noir sur case blanche a6 · Cavalier blanc sur case noire f6 · Roi noir sur case blanche c4 · Roi blanc sur case noire a3 · Pion noir sur case blanche d3 | Cavalier blanc sur case noire d8 · Dame blanche sur case noire a7 · Pion noir sur case blanche a6 · Cavalier blanc sur case noire f6 · Roi noir sur case blanche c4 · Roi blanc sur case noire a3 · Pion noir sur case blanche d3 | Cavalier blanc sur case noire d8 · Dame blanche sur case noire a7 · Pion noir sur case blanche a6 · Cavalier blanc sur case noire f6 · Roi noir sur case blanche c4 · Roi blanc sur case noire a3 · Pion noir sur case blanche d3 | Cavalier blanc sur case noire d8 · Dame blanche sur case noire a7 · Pion noir sur case blanche a6 · Cavalier blanc sur case noire f6 · Roi noir sur case blanche c4 · Roi blanc sur case noire a3 · Pion noir sur case blanche d3 | Cavalier blanc sur case noire d8 · Dame blanche sur case noire a7 · Pion noir sur case blanche a6 · Cavalier blanc sur case noire f6 · Roi noir sur case blanche c4 · Roi blanc sur case noire a3 · Pion noir sur case blanche d3 | Cavalier blanc sur case noire d8 · Dame blanche sur case noire a7 · Pion noir sur case blanche a6 · Cavalier blanc sur case noire f6 · Roi noir sur case blanche c4 · Roi blanc sur case noire a3 · Pion noir sur case blanche d3 | Cavalier blanc sur case noire d8 · Dame blanche sur case noire a7 · Pion noir sur case blanche a6 · Cavalier blanc sur case noire f6 · Roi noir sur case blanche c4 · Roi blanc sur case noire a3 · Pion noir sur case blanche d3 | 3 |
| 2 | Cavalier blanc sur case noire d8 · Dame blanche sur case noire a7 · Pion noir sur case blanche a6 · Cavalier blanc sur case noire f6 · Roi noir sur case blanche c4 · Roi blanc sur case noire a3 · Pion noir sur case blanche d3 | Cavalier blanc sur case noire d8 · Dame blanche sur case noire a7 · Pion noir sur case blanche a6 · Cavalier blanc sur case noire f6 · Roi noir sur case blanche c4 · Roi blanc sur case noire a3 · Pion noir sur case blanche d3 | Cavalier blanc sur case noire d8 · Dame blanche sur case noire a7 · Pion noir sur case blanche a6 · Cavalier blanc sur case noire f6 · Roi noir sur case blanche c4 · Roi blanc sur case noire a3 · Pion noir sur case blanche d3 | Cavalier blanc sur case noire d8 · Dame blanche sur case noire a7 · Pion noir sur case blanche a6 · Cavalier blanc sur case noire f6 · Roi noir sur case blanche c4 · Roi blanc sur case noire a3 · Pion noir sur case blanche d3 | Cavalier blanc sur case noire d8 · Dame blanche sur case noire a7 · Pion noir sur case blanche a6 · Cavalier blanc sur case noire f6 · Roi noir sur case blanche c4 · Roi blanc sur case noire a3 · Pion noir sur case blanche d3 | Cavalier blanc sur case noire d8 · Dame blanche sur case noire a7 · Pion noir sur case blanche a6 · Cavalier blanc sur case noire f6 · Roi noir sur case blanche c4 · Roi blanc sur case noire a3 · Pion noir sur case blanche d3 | Cavalier blanc sur case noire d8 · Dame blanche sur case noire a7 · Pion noir sur case blanche a6 · Cavalier blanc sur case noire f6 · Roi noir sur case blanche c4 · Roi blanc sur case noire a3 · Pion noir sur case blanche d3 | Cavalier blanc sur case noire d8 · Dame blanche sur case noire a7 · Pion noir sur case blanche a6 · Cavalier blanc sur case noire f6 · Roi noir sur case blanche c4 · Roi blanc sur case noire a3 · Pion noir sur case blanche d3 | 2 |
| 1 | Cavalier blanc sur case noire d8 · Dame blanche sur case noire a7 · Pion noir sur case blanche a6 · Cavalier blanc sur case noire f6 · Roi noir sur case blanche c4 · Roi blanc sur case noire a3 · Pion noir sur case blanche d3 | Cavalier blanc sur case noire d8 · Dame blanche sur case noire a7 · Pion noir sur case blanche a6 · Cavalier blanc sur case noire f6 · Roi noir sur case blanche c4 · Roi blanc sur case noire a3 · Pion noir sur case blanche d3 | Cavalier blanc sur case noire d8 · Dame blanche sur case noire a7 · Pion noir sur case blanche a6 · Cavalier blanc sur case noire f6 · Roi noir sur case blanche c4 · Roi blanc sur case noire a3 · Pion noir sur case blanche d3 | Cavalier blanc sur case noire d8 · Dame blanche sur case noire a7 · Pion noir sur case blanche a6 · Cavalier blanc sur case noire f6 · Roi noir sur case blanche c4 · Roi blanc sur case noire a3 · Pion noir sur case blanche d3 | Cavalier blanc sur case noire d8 · Dame blanche sur case noire a7 · Pion noir sur case blanche a6 · Cavalier blanc sur case noire f6 · Roi noir sur case blanche c4 · Roi blanc sur case noire a3 · Pion noir sur case blanche d3 | Cavalier blanc sur case noire d8 · Dame blanche sur case noire a7 · Pion noir sur case blanche a6 · Cavalier blanc sur case noire f6 · Roi noir sur case blanche c4 · Roi blanc sur case noire a3 · Pion noir sur case blanche d3 | Cavalier blanc sur case noire d8 · Dame blanche sur case noire a7 · Pion noir sur case blanche a6 · Cavalier blanc sur case noire f6 · Roi noir sur case blanche c4 · Roi blanc sur case noire a3 · Pion noir sur case blanche d3 | Cavalier blanc sur case noire d8 · Dame blanche sur case noire a7 · Pion noir sur case blanche a6 · Cavalier blanc sur case noire f6 · Roi noir sur case blanche c4 · Roi blanc sur case noire a3 · Pion noir sur case blanche d3 | 1 |
|   | a | b | c | d | e | f | g | h |   |